# Adherbal
Adherbal (zm. 112 p.n.e.) – król i współrządca Numidii w latach 118–112 p.n.e.

## Życiorys
Wraz z bratem Hiempsalem oraz Jugurtą odziedziczył władzę w Numidii po śmierci ojca, Micypsy. Ustalenie zakresu władzy każdego z pretendentów nie zostało dokonane przy udziale Rzymian, jak to miało miejsce w 148 p.n.e., nie powiodła się też próba pokojowego podziału państwa. Po pierwszym spotkaniu spadkobierców, zanim podjęto konkretne decyzje, Hiempsal został zamordowany z polecenia Jugurty. Skłoniło to Adherbala do zbrojnego wystąpienia przeciw mordercy brata, lecz konfrontacja z Jugurtą zakończyła się klęską. Zmuszony do opuszczenia państwa udał się do Rzymu i przedstawił swoje racje przed Senatem. Rzymianie powołali dziesięcioosobową komisję pod kierownictwem Lucjusza Opimiusza, która dokonała podziału państwa w sposób, mający zapobiec konfliktom. Bogatą część wschodnią i nadmorską (wraz z Cyrtą) przydzielono Adherbalowi, zaś urodzajną część zachodnią i południową Jugurcie.
Mimo tego podziału walki między współrządcami odżyły w 112 p.n.e. Gdy Jugurta rozpoczął oblężenie Cyrty, Rzymianie interweniowali po raz kolejny, choć bezskutecznie. Poselstwo, w którym udział brał Marek Emiliusz Skaurus, po spotkaniu z Jugurtą wróciło do Rzymu, nie osiągnąwszy porozumienia. Ostatecznie Adherbal poddał miasto za namową rezydujących w nim obywateli Rzymu, został pochwycony przez Jugurtę i zabity, a wraz z nim śmierć ponieśli wspierający go kupcy italscy. Wydarzenie to stało się dla Rzymu pretekstem do rozpoczęcia wojny jugurtyńskiej.